# アンカー・ブルーイング・カンパニー
アンカー・ブルーイング・カンパニー（英: Anchor Brewing Company）は、アメリカの酒類製造会社。アメリカを代表するマイクロブルワリー（地ビールメーカー）である。主要ブランドはアンカースチーム。

## 概要
カリフォルニア・ゴールドラッシュの最中の1854年に、ドイツ人の醸造技術者ゴットリーブ・ブレクル (Gottlieb Brekle) が、アメリカ市民権を取得するとともに、ビール醸造所を開業した。1896年に Ernst Baruth と Otto Schinkel Jr. が買収し、「アンカー」の社名を付けた。
1965年、廃業寸前のアンカー・ブルーイング・カンパニーをフリッツ・メイタッグが買収。1975年には黒字経営に転じる。
1993年、アンカー蒸留所を設立。1997年、シングルモルト・ライウイスキー「Old Potrero」発売。1998年にはクラフトジン「Junípero」を発売。
2010年4月、オーナーのフリッツ・メイタッグは、アンカー・ブルーイング・カンパニーの経営権をキース・グレッガー（Keith Greggor）とトニー・フォリオ（Tony Foglio）に譲渡したと発表した。
2017年8月、サッポロホールディングス傘下となる。アンカー蒸留所は独立し「Hotaling＆Co.」に社名変更した。
2023年7月、サッポロホールディングスは当社を清算すると発表した。ブランドや土地の引受先を探すとしているが、これに伴い全従業員を解雇し、約60億円の減損を計上した。

## 主な製品
- アンカースチーム
- アンカー・リバティエール
- アンカーポーター
- アンカー・オールドフォグフォーン　(バーレーワイン)
- アンカー・カリフォルニアラガー
- アンカーIPA　(インディア・ペールエール)
- アンカー・バレルエール

- クリスマスエール　(期間限定商品)